# تپه سر میل ۲
تپه سر میل ۲ مربوط به دوره اشکانیان - دوره ساسانیان - اوایل دوران‌های تاریخی پس از اسلام است و در شهرستان دالاهو، بخش مرکزی، دهستان حومه کرند، ۶۰۰ متری غرب روستای سر میل واقع شده و این اثر در تاریخ ۶ اسفند ۱۳۸۵ با شمارهٔ ثبت ۱۷۵۶۴ به‌عنوان یکی از آثار ملی ایران به ثبت رسیده است.